# Claude Lorin
Pour les articles homonymes, voir Lorin.
Claude Lorin, né le 25 juin 1949 à Saint-Cloud est un psychologue, philosophe et essayiste français. Il est professeur honoraire de psychologie clinique et pathologique à l'université de Reims.

## Biographie
Claude Lorin effectue initialement des études à l'École nationale de chimie et de biologie de Paris (1968) et passe un BTS de biophysique à  l'École supérieure du laboratoire (Paris,1971). Il abandonne ses études scientifiques pour suivre une formation en philosophie et en psychologie à l'université de Paris X-Nanterre. Il soutient en 1979 une thèse en philosophie sous la direction de Pierre Kaufmann sur la problématique des œuvres inachevéeset une thèse de psychologie sous la direction de Didier Anzieu sur le psychodrame d'enfants(1980). Il enseigne la psychologie à l'université Paris X-Nanterre (1980 à 1989) puis à l'université de Grenoble II (1989 à 1992), et à l'université de Reims (1990 à 2018). Il exerce parallèlement la psychothérapie auprès d'enfants au Centre de guidance infantile de Grigny (1977 à 1992) dans le service de Tony Lainé où il pratique le psychodrame existentiel à partir de la linguistique pragmatique de John Searle. Il exerce ensuite auprès d'adultes au Centre hospitalier Sainte-Anne de Paris (1992 à 2012). Il soutient en 1992 une thèse de doctorat d'État ès lettres et sciences humaines intitulée Sándor Ferenczi: de la médecine à la psychanalyse, sous la direction de Didier Anzieu et de Tobie Nathan.

## Activités de recherche et d'enseignement
En 1976, Claude Lorin effectue une recherche des premiers écrits inédits du psychanalyste hongrois Sándor Ferenczi, qu'il édite sous le titre Les Écrits de Budapest,. Des extraits commentés avec une préface de Jacques Postel  sont publiés dans Le Jeune Ferenczi (1983). Il publie un article sur la psychanalyse en Chine intitulé "Freud, Bouddha de la psychanalyse" et effectue des recherches sur saint Augustin,,. Il publie ensuite pour saint Augustin (1988),,,. Jusqu'en 2018, il enseigne à l'université de Reims l'histoire de la psychiatrie et de la psychanalyse et travaille avec Elizabeth Roudinesco comme conseiller scientifique de la Société Internationale de Psychiatrie et de Psychanalyse. Claude Lorin élabore avec Tobie Nathan une ethno clinique existentielle à l'université et publie des éléments de sa méthode dans Folies et traitements insolites de par le monde (2011). Il écrit dans la Nouvelle Revue d'Ethnopsychiatrie un article sur l'occultisme intitulé Sándor et les fantômes, puis publie un récit sur la psychiatrie sous dictature Le Fou d'Araucanie,,. Font suite diverses études, dont Éloge de nos angoisses, et quelques écrits sur la culture polynésienne, indonésienne, et aborigène d'Australie ainsi qu'une étude sur « la dépression et le suicide chez les Indiens d'Amérique du Nord ».

## Culture et médias

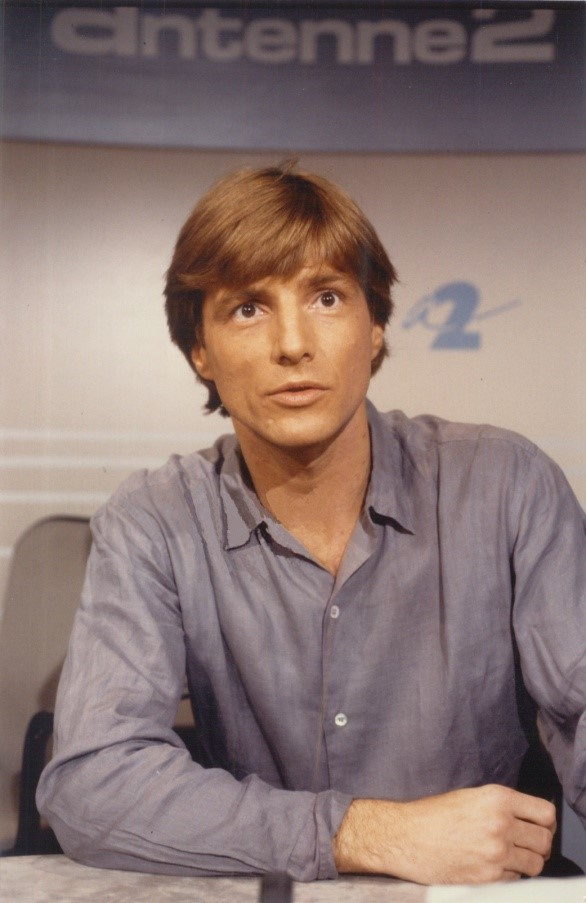
Claude Lorin sur Antenne 2 (1985)

En 1985, Claude Lorin propose à Antenne 2 la création d'une chronique hebdomadaire de psychologie de l'enfant intitulée «Nos enfants», qu'il anime avec William Leymergie, Roger Zabel et Julien Lepers, jusqu'en 1988. Il intervient ponctuellement dans Le Jour du Seigneur et la série d'émissions «C'est pas juste» sur FR3, avec Vincent Perrot, jusqu'en 1990. Il collabore également pendant dix ans au journal Parents (1978 à 1988) et au Pèlerin (1985 à 1990)'' Certains de ses écrits font l'objet de diverses critiques notamment La Fête des Pères,,,, Paroles de Père,,et Le Fou d'Araucanie. En parallèle, il organise au Centre hospitalier Sainte- Anne des rencontres littéraires et artistiques dans le cadre du Printemps des poèteset de la Fête de la musique. Il a recours à la danse pour guérir des patientes anorexiques et il reçoit notamment à l'hôpital, Carolyn Carlson, Jorge Donn, Patrick Dupond. Dans les cafés littéraires qu'il anime, il invite Carole Bouquet, Pascal Thomas, Martin Winckler, François Weyergans, Georges-Emmanuel Clancier,,, auquel il consacre un livre intitulé Les mystères d'un poète centenaire, Philippe Sollers à propos de Sainte Anne, Philippe Labro, Noëlle Chatelet, Dominique Bona, Françoise Verny, Camille Bourniquel et d'autres romanciers. Cela a fait l'objet en 2020 d'un livre intitulé Psychologie du nénuphar: Arts et lettres à l’hôpital Sainte-Anne (Paris). Il a également écrit des pièces de théâtre regroupées dans Trois divines comédies jouées à Reims,.

## Psychanalyse et psychodrame
Dans les années 1980, Claude Lorin développe une psychanalyse existentielle appliquée dont les prémisses sont dans L'être et le néant de Jean-Paul Sartre. Tandis que la psychanalyse classique insiste sur les éléments traumatiques du passé d'un individu, la psychanalyse existentielle promue par Sartre suscite et fait prévaloir les "projets" et les entreprises à venir d'un patient. Dans le psychodrame existentiel l'avenir d'un sujet est également privilégié. La conception sartrienne influença des psychiatres humanistes comme Karl Jaspers, Ronald Laing, Paul Watzlawick, Lucien Bonnafé dont Lorin s'inspire pour faire ses conférences, et dans son enseignement. La psychanalyse existentielle fût appliquée par Sartre au cas de Gustave Flaubert dans L'idiot de la famille. Dans Essai de psychodrame existentiel (2010), Lorin tente d'élaborer une ethno clinique existentielle (2011) et publie Antisuicide: essai de psychanalyse existentielle (2016). Ses essais Sartre et les psychanalyses (2023), Cap sur Mars : psychanalyse existentielle et conquête spatiale (2021) reflètent également cette option.

## Publications

### Essais
- Le jeune Ferenczi, Aubier-Montaigne, 1983.
- L'Inachevé, Grasset, 1984.
- Pour saint Augustin, Grasset, 1988.
- Traité de psychodrame d'enfants, Privat,1989.
- Ferenczi: De la médecine à la psychanalyse, PUF, 1993.
- Le Plaisir de penser: Essai sur Épicure, La Bruyère, 1999.
- Pourquoi devient on malade?, L'Harmattan, 2003.
- Un nouveau regard sur l'anorexie, L'Harmattan, 2007.
- Journal d'un psy rebelle, L'Harmattan, 2009[54].
- Guérir par le théâtre thérapeutique, Essai de psychodrame existentiel, L'Harmattan, 2010.
- Folies et traitements insolites de par le monde, L'Harmattan 2012.
- Clancier: les mystères d'un poète centenaire, L'Harmattan, 2013.
- Le Dur métier de psychologue, L'Harmattan, 2014.
- Éloge de nos angoisses, L'Harmattan, 2015[55].
- Antisuicide, Essai de psychanalyse existentielle, L'Harmattan, 2016.
- Devenez astronaute!, L'Harmattan, 2017.
- Le Beau métier de psychologue, L'Harmattan, 2018.
- Psychologie du nénuphar: Arts et Lettres à l'hôpital Sainte-Anne (Paris), L'Harmattan, 2020
- Cap sur Mars! Psychanalyse existentielle et conquête spatiale, L'Harmattan, 2021
- L'Ankh et la colombe, Psychanalyse existentielle et santé mentale, L'Harmattan, 2022
- Sartre et les psychanalyses, L'Harmattan, 2023
- Agôn!, Violences et guerres sont-elles notre destin ? L'Harmattan, 2024

### Théâtre, récits et contes
- Le Fou d'Araucanie, Lierre et Coudrier, 1990.
- Histoires du feu, Grasset, 1992.
- Journal d'un psychanalyste, L'Harmattan, 2000.
- Gal Potha, 2002[56].
- Contes et rêveries d'un psychanalyste, SDE, 2004[57].
- Europe, 2006, L'Harmattan, (texte+DVD).
- Journal d'un psy rebelle, L'Harmattan, 2009.
- Trois divines comédies, L'Harmattan, 2019.

## Distinctions
- 1994 : International who's who in medicine
- 2012 : Médaille d'or du ministère de l'intérieur[58]
- 2018 : Chevalier de l'ordre du mérite civil[59],[60]
- 2021 : Chevalier de l'ordre des Arts et des Lettres[61]